# Pasierby
Pasierby – wieś w Polsce położona w województwie wielkopolskim, w powiecie gostyńskim, w gminie Pępowo, położona 5 km na południe od Pępowa.
W latach 1975–1998 miejscowość położona była w województwie leszczyńskim.
Historia
Pierwsze wzmianki o wsi pochodzą z 1310 roku. Nazwa pochodzi od staropolskiego słowa Pasierb. Wieś ta prawdopodobnie nie istniała w XVII wieku – dowodzą tego spisy miejscowości z 1667 roku, w którym nie widnieje nazwa miejscowości, oraz z 1684 roku, gdzie Pasierby przedstawiono jako obszar zupełnie spustoszony. Ponowne zasiedlanie terenów nastąpiło dopiero w latach 30. XIX wieku.